# Mahárástra
Mahárástra (dévanágari: महाराष्ट्र, jelentése: nagy nemzet) India harmadik legnagyobb területű és második legnagyobb lakosságú állama. Fővárosa Mumbai.

## Földrajz
Mahárástra a Hindusztáni-félsziget nyugati felén fekszik, az Arab-tenger partján.

## Történelem
Mahárástra mai területe a 20. század kezdetén Bombay, Hyderabad és a Központi Tartomány rész volt. 1956-ban hozták létre a mai szövetségi államot.

## Demográfia

### Nyelvi megoszlás

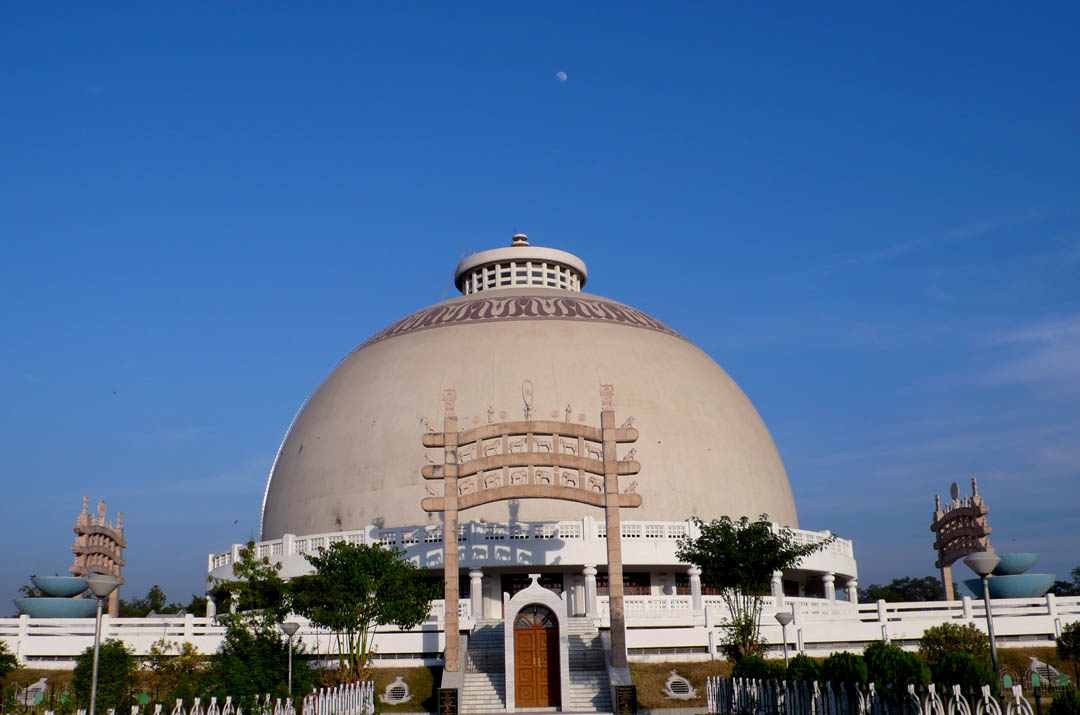
Buddhista sztúpa (Diksha Bhumi) Nágpurban

| Beszélt nyelvek                   | Beszélt nyelvek | Beszélt nyelvek | Beszélt nyelvek | Beszélt nyelvek |
| --------------------------------- | --------------- | --------------- | --------------- | --------------- |
| Nyelvek                           |                 |                 |                 | százalék        |
| Maráthi                           | Maráthi         |                 | 68,9%           | 68,9%           |
| Hindi                             | Hindi           |                 | 11,0%           | 11,0%           |
| Urdu                              | Urdu            |                 | 7,1%            | 7,1%            |
| Gudzsaráti                        | Gudzsaráti      |                 | 2,4%            | 2,4%            |
| A 2001. évi népszámlálás szerint. |                 |                 |                 |                 |

### Vallási megoszlás
| Vallási megoszlás Mahárástra államban | Vallási megoszlás Mahárástra államban | Vallási megoszlás Mahárástra államban | Vallási megoszlás Mahárástra államban | Vallási megoszlás Mahárástra államban |
| ------------------------------------- | ------------------------------------- | ------------------------------------- | ------------------------------------- | ------------------------------------- |
| Vallás                                |                                       |                                       |                                       | százalék                              |
| Hindu                                 | Hindu                                 |                                       | 79,8%                                 | 79,8%                                 |
| Muszlim                               | Muszlim                               |                                       | 11,5%                                 | 11,5%                                 |
| Buddhista                             | Buddhista                             |                                       | 5,8%                                  | 5,8%                                  |
| Dzsaina                               | Dzsaina                               |                                       | 1,2%                                  | 1,2%                                  |
| Keresztény                            | Keresztény                            |                                       | 1,0%                                  | 1,0%                                  |
| A 2011. évi népszámlálás szerint.     |                                       |                                       |                                       |                                       |

- lásd még: A vallás Indiában

## Városok

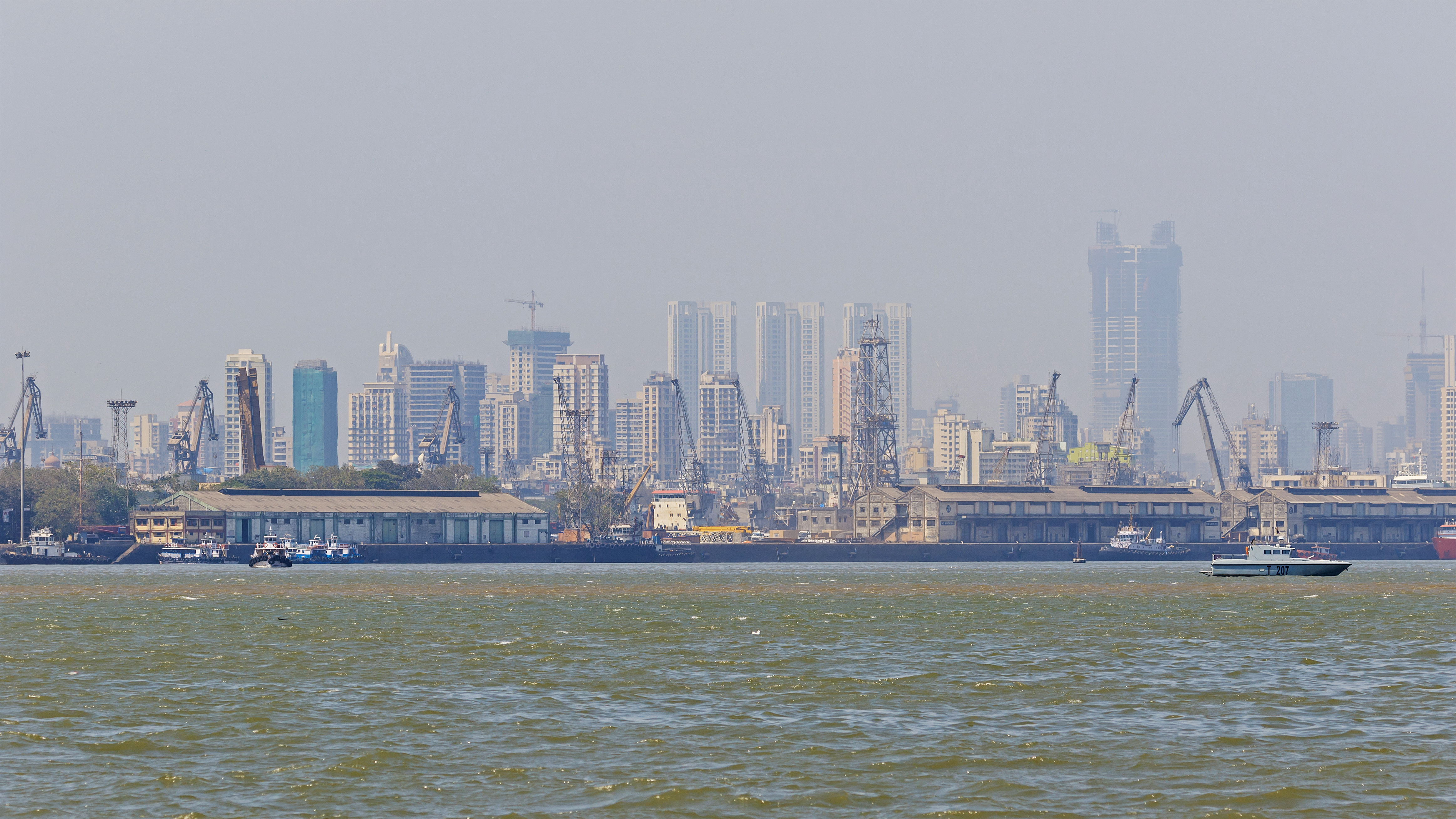
Bombay a kikötővel

A legnagyobb városai:
| Város            | Népesség (2010-es becslés) |
| ---------------- | -------------------------- |
| Mumbai           | 15 200 000                 |
| Púne             | 3 446 330                  |
| Nágpur           | 2 447 063                  |
| Tháne            | 1 807 616                  |
| Pimpri-Csincsvád | 1 637 905                  |
| Násík            | 1 585 444                  |
| Kalyan           | 1 342 842                  |
| Navi Mumbai      | 1 268 784                  |
| Vasai-Virar      | 1 221 233                  |
| Aurangábád       | 1 208 285                  |
| Szolápur         | 1 163 734                  |
| Mira-Bajandar    | 985 072                    |
| Bhivándi         | 865 577                    |
| Amravati         | 674 673                    |
| Ulhasnagar       | 575 007                    |
| Kolhápur         | 570 102                    |

## Közigazgatás

Mahárástra állam körzetei

Mahárástra állam 35 körzetre (district) oszlik, melyek hat nagyobb részlegbe (division) csoportosulnak.
| Divizíó (kerület) | Körzetek                                                             |
| ----------------- | -------------------------------------------------------------------- |
| Konkan            | Mumbai, Mumbai suburban, Thane, Raigad, Ratnagiri, Sindhudurg        |
| Pune              | Pune, Satara, Sangli, Solapur, Kolhapur                              |
| Nashik            | Nashik, Dhule, Jalgaon, Ahmednagar, Nandurbar                        |
| Aurangabad        | Aurangabad, Jalna, Latur, Nanded, Osmanabad, Parbhani, Hingoli, Beed |
| Amravati          | Amravati, Akola, Washim, Buldana, Yavatmal                           |
| Nagpur            | Nagpur, Chandrapur, Wardha, Bhandara, Gondia, Gadchiroli             |

A körzetek székhely, terület, népesség, népsűrűség szerint (kinyitható lista): 
| Körzet          | Székhely   | Terület    | Népesség (2011) | Népsűrűség fő/km² |
| --------------- | ---------- | ---------- | --------------- | ----------------- |
| Ahmednagar      | Ahmednagar | 17 079 km² | 4 543 083       | 266 fő/km²        |
| Akola           | Akola      | 5 429 km²  | 1 818 617       | 335 fő/km²        |
| Amravati        | Amravati   | 12 185 km² | 2 887 826       | 237 fő/km²        |
| Aurangabad      | Aurangabad | 10 098 km² | 3 695 928       | 366 fő/km²        |
| Beed            | Beed       | 10 686 km² | 2 585 962       | 242 fő/km²        |
| Bhandara        | Bhandara   | 3 892 km²  | 1 198 810       | 308 fő/km²        |
| Buldhana        | Buldhana   | 9 657 km²  | 2 588 039       | 268 fő/km²        |
| Chandrapur      | Chandrapur | 11 428 km² | 2 194 262       | 192 fő/km²        |
| Dhule           | Dhule      | 8 066 km²  | 2 048 781       | 254 fő/km²        |
| Gadchiroli      | Gadchiroli | 14 484 km² | 1 071 795       | 74 fő/km²         |
| Gondia          | Gondia     | 5 419 km²  | 1 322 331       | 244 Ew./km²       |
| Hingoli         | Hingoli    | 4 517 km²  | 1 178 973       | 261 Ew./km²       |
| Jalgaon         | Jalgaon    | 11 767 km² | 4 224 442       | 359 Ew./km²       |
| Jalna           | Jalna      | 7 711 km²  | 1 958 483       | 254 Ew./km²       |
| Kolhapur        | Kolhapur   | 7 687 km²  | 3 874 015       | 504 Ew./km²       |
| Latur           | Latur      | 7 159 km²  | 2 455 543       | 343 Ew./km²       |
| Mumbai City     | Mumbai     | 157 km²    | 3 145 966       | 20 038 Ew./km²    |
| Mumbai Suburban | Bandra     | 446 km²    | 9 332 481       | 20 925 Ew./km²    |
| Nagpur          | Nagpur     | 9 796 km²  | 4 653 171       | 475 Ew./km²       |
| Nanded          | Nanded     | 10 522 km² | 3 356 566       | 319 Ew./km²       |
| Nandurbar       | Nandurbar  | 5 034 km²  | 1 646 177       | 327 Ew./km²       |
| Nashik          | Nashik     | 15 545 km² | 6 109 052       | 393 Ew./km²       |
| Osmanabad       | Osmanabad  | 7 581 km²  | 1 660 311       | 219 Ew./km²       |
| Palghar*        | Palghar    |            |                 |                   |
| Parbhani        | Parbhani   | 6 511 km²  | 1 835 982       | 282 Ew./km²       |
| Pune            | Pune       | 15 633 km² | 9 426 959       | 603 Ew./km²       |
| Raigad          | Raigad     | 7 161 km²  | 2 635 394       | 368 Ew./km²       |
| Ratnagiri       | Ratnagiri  | 8 228 km²  | 1 612 672       | 196 Ew./km²       |
| Sangli          | Sangli     | 8 573 km²  | 2 820 575       | 329 Ew./km²       |
| Satara          | Satara     | 10 467 km² | 3 003 922       | 287 Ew./km²       |
| Sindhudurg      | Oros       | 5 208 km²  | 848 868         | 163 Ew./km²       |
| Solapur         | Solapur    | 14 881 km² | 4 315 527       | 290 Ew./km²       |
| Thane**         | Thane      | 9 554 km²  | 11 054 131      | 1 157 Ew./km²     |
| Wardha          | Wardha     | 6 323 km²  | 1 296 157       | 205 Ew./km²       |
| Washim          | Washim     | 5 158 km²  | 1 196 714       | 232 Ew./km²       |
| Yavatmal        | Yavatmal   | 13 605 km² | 2 775 457       | 204 Ew./km²       |

## Közlekedés

### Légi forgalom
Nemzetközi repülőterek:
- Cshatrapati Sivádzsi nemzetközi repülőtér (Mumbai)
- Navi Mumbai International Airport (Navi Mumbai)
- Babasaheb Ambedkar International Airport (Nagpur)
- New Pune International Airport (Pune)

### Kikötők
Az állam fő kikötői:
- Mumbai Port Trust (MbPT),
- Jawaharlal Nehru Port Trust (JNPT).

## Turizmus
Fő látnivalók:
- Mumbai
- tengerpart (Konkan)
- Lonavala (Lonavla)
- Adzsantai és ellorai barlangtemplomok
- Nashik
- Tadoba National Park
- Kolhápur
- Aurangabad (Bíbí-ká-Makbará, a Tádzs Mahal mása)

## Galéria

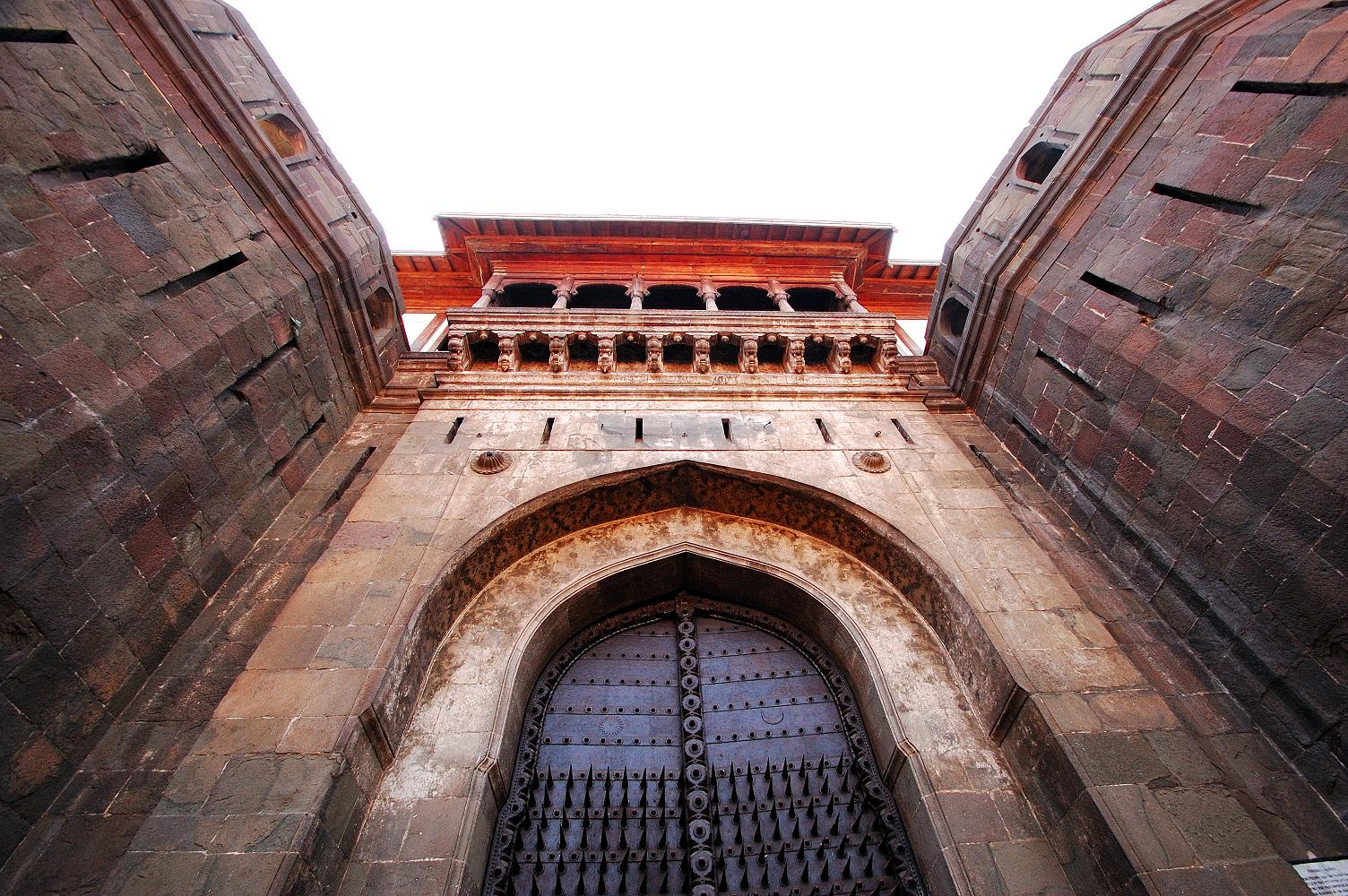
Shaniwarwada, Pune
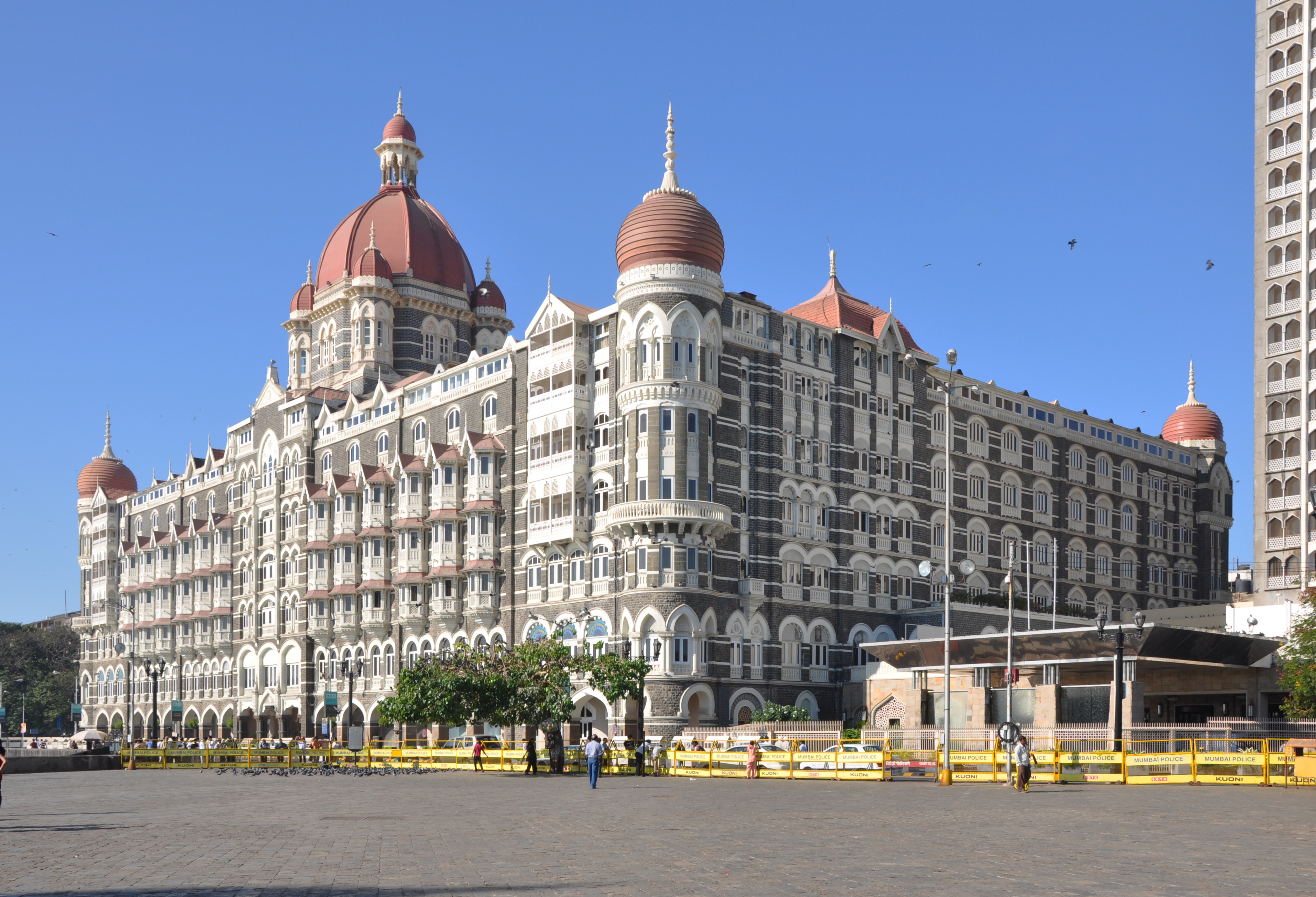
Taj Mahal Palace & Tower, Mumbai.
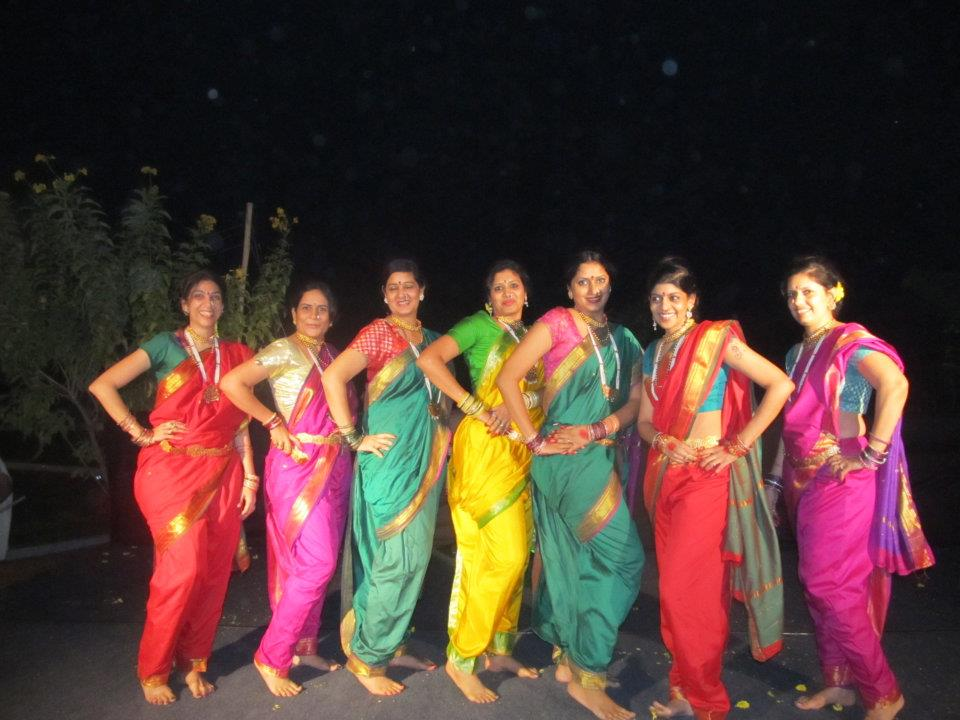
Hölgyek hagyományos kosztümben
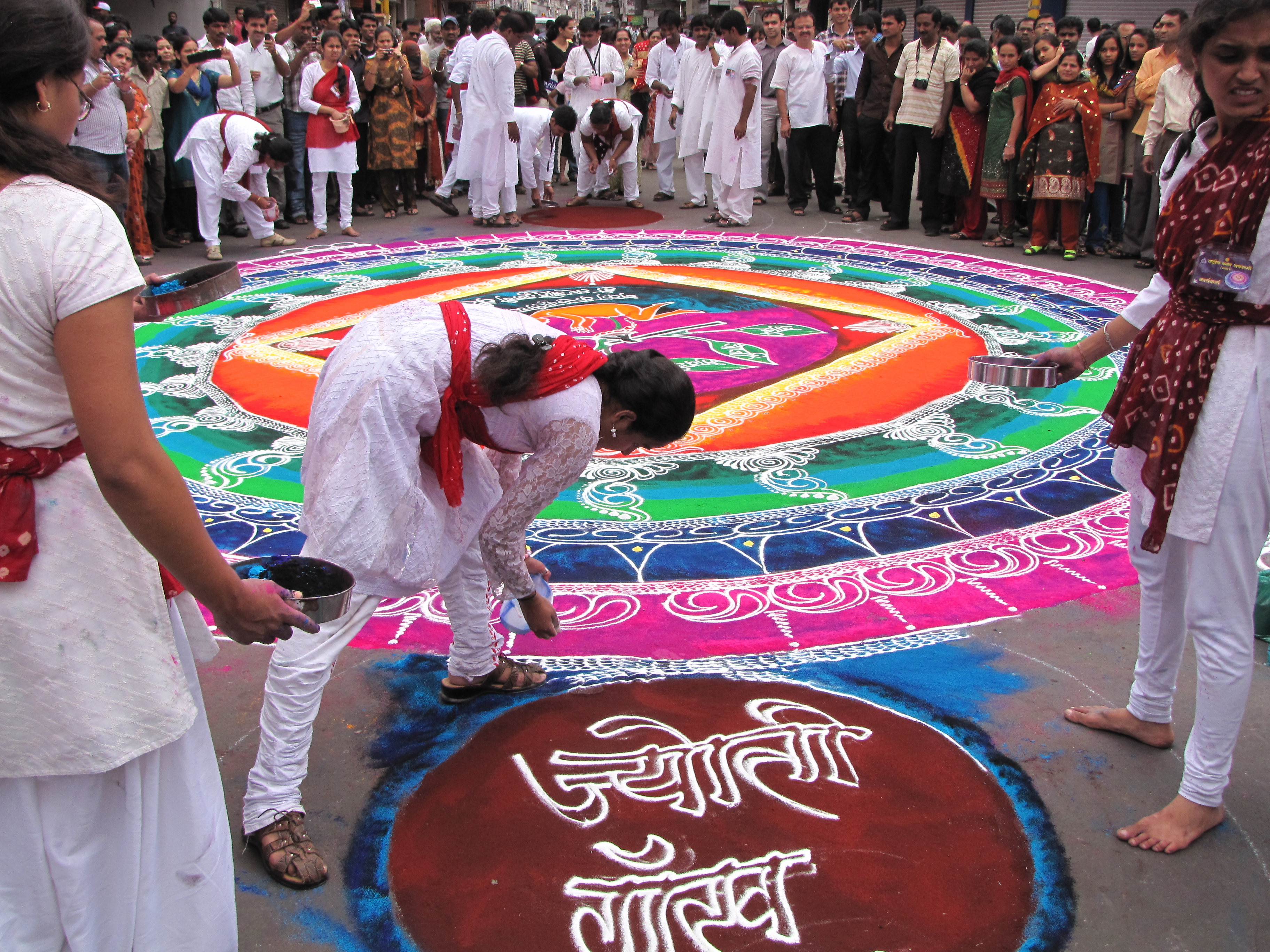
Rangoli, Ganesha Chaturthi
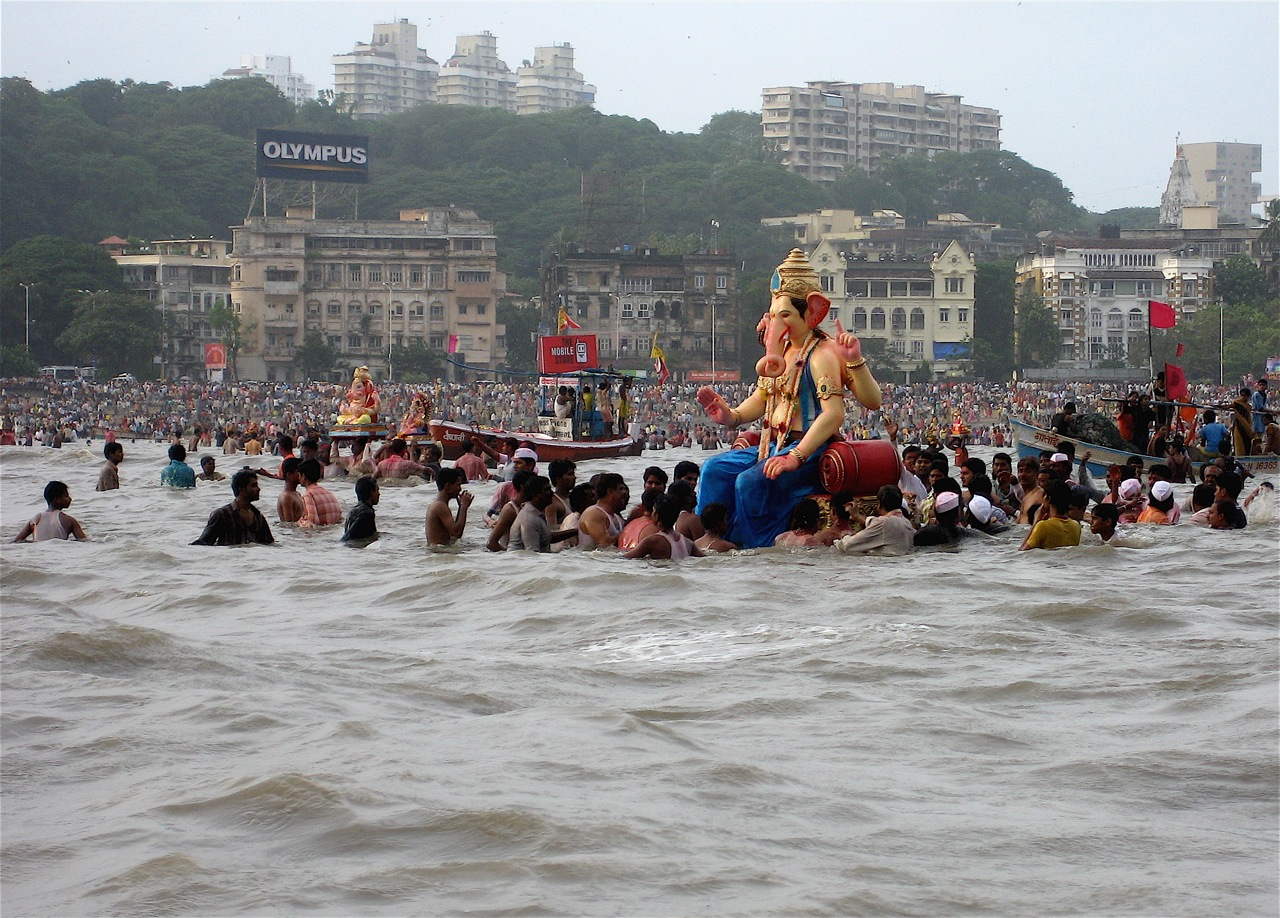
Hívők Ganésa szobrával
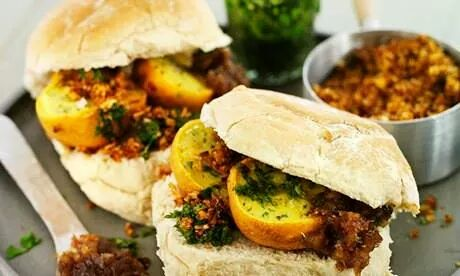
Vada Pav
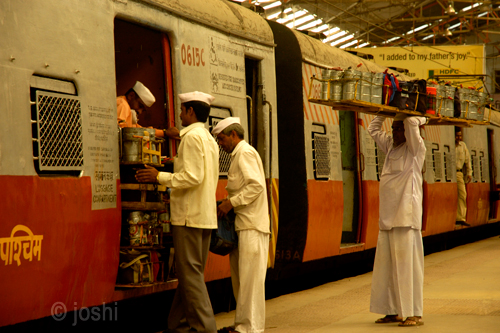
Ételhordók Mumbai vasútállomásán
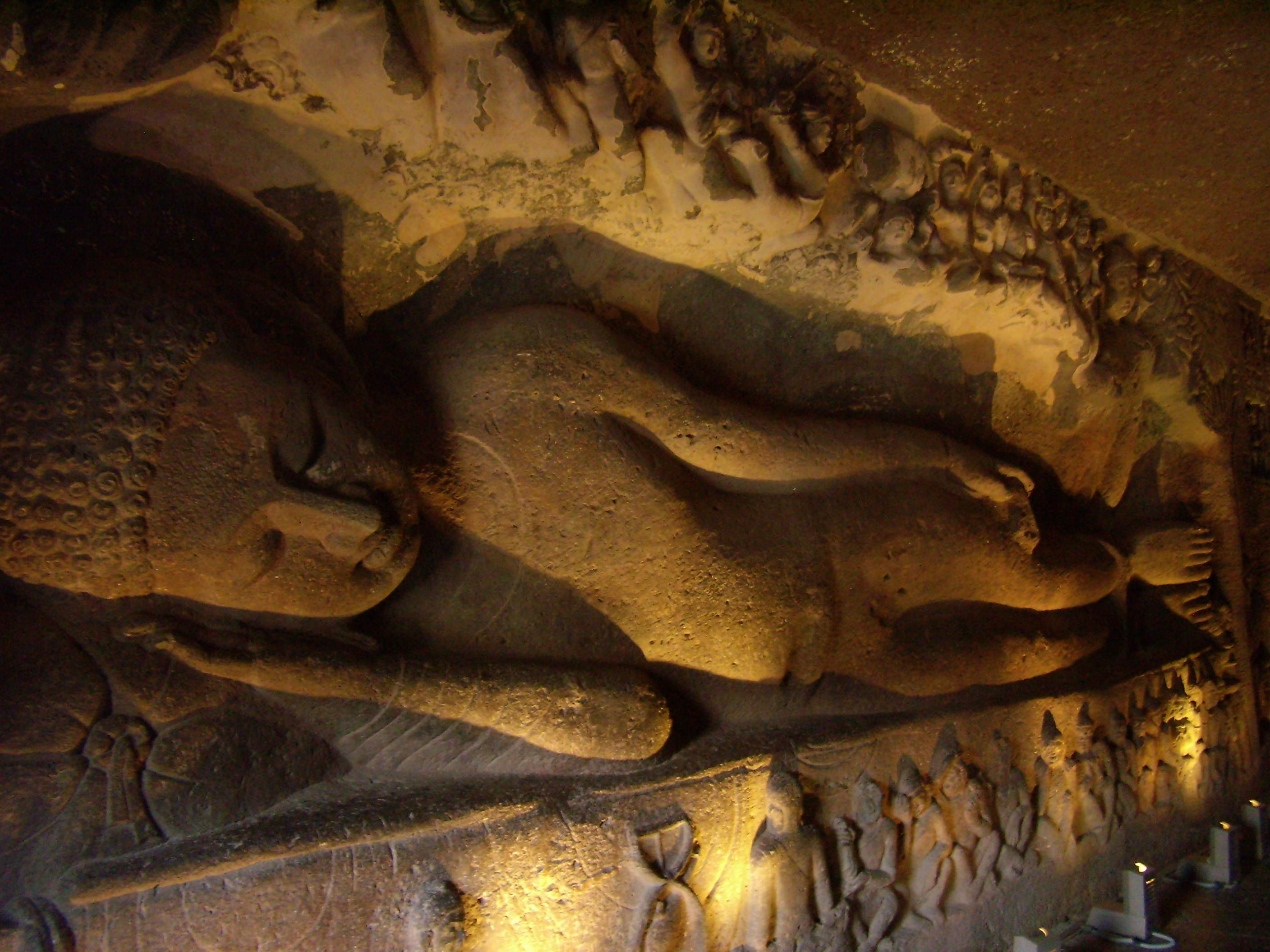
Ajanta
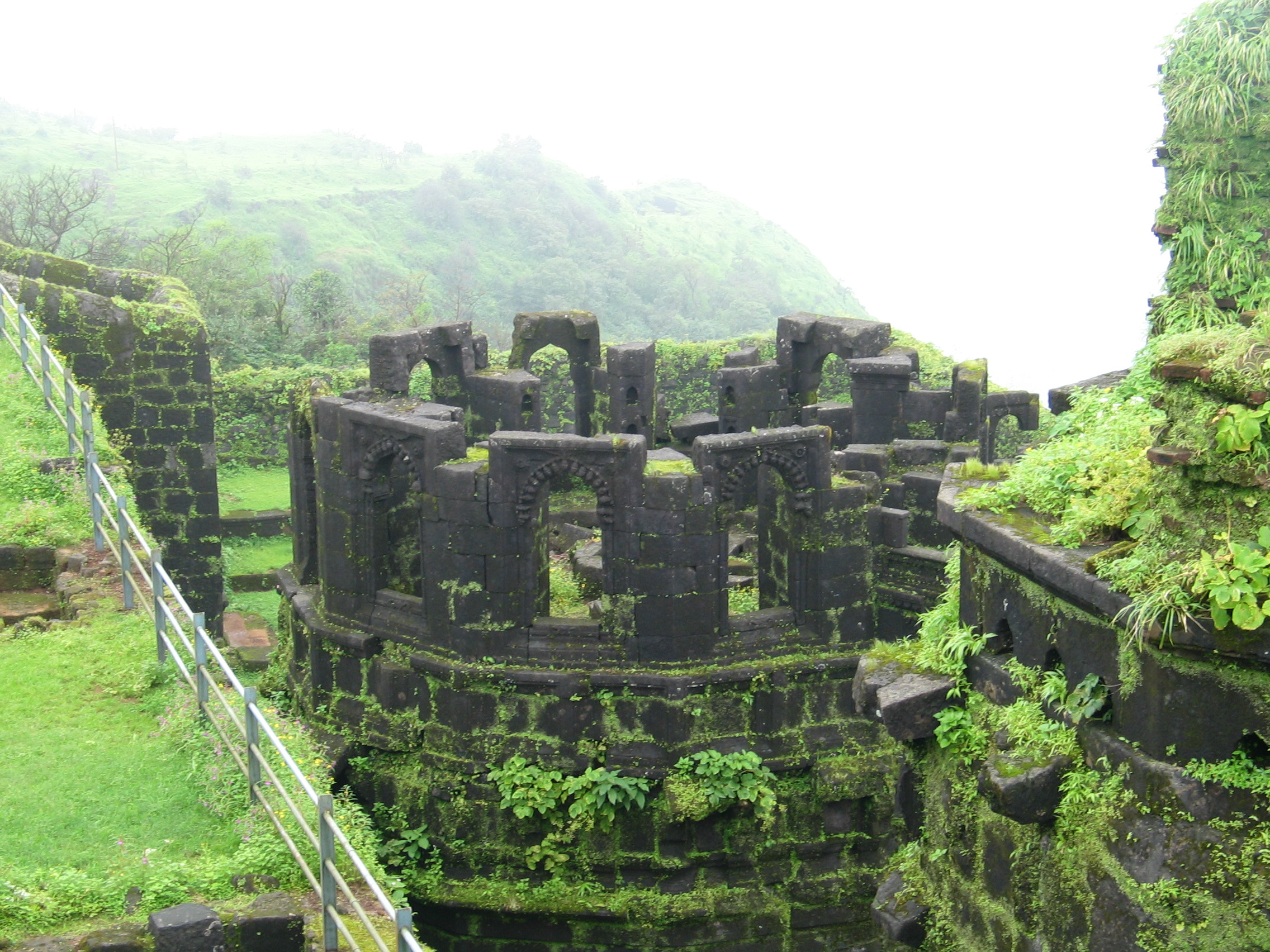
Raigad erődje
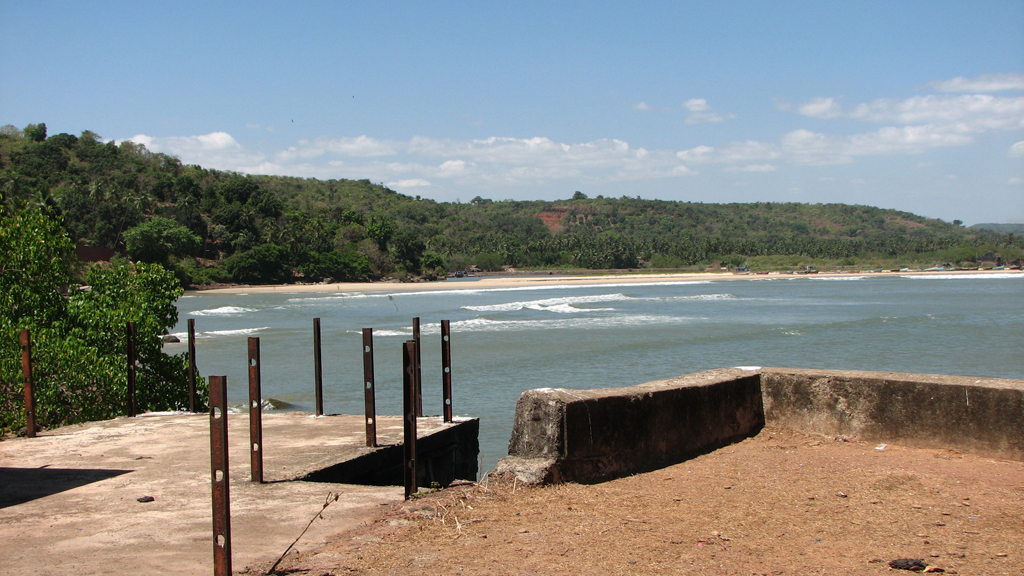
Vengurla
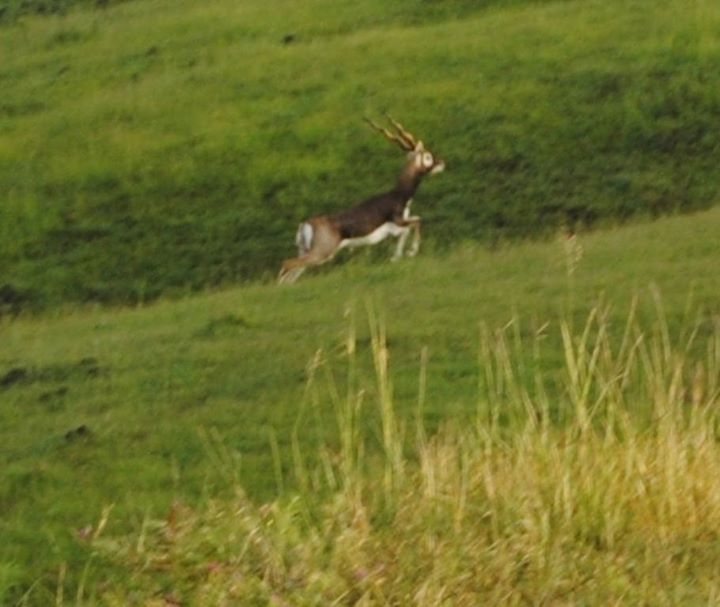
Indiai antilop
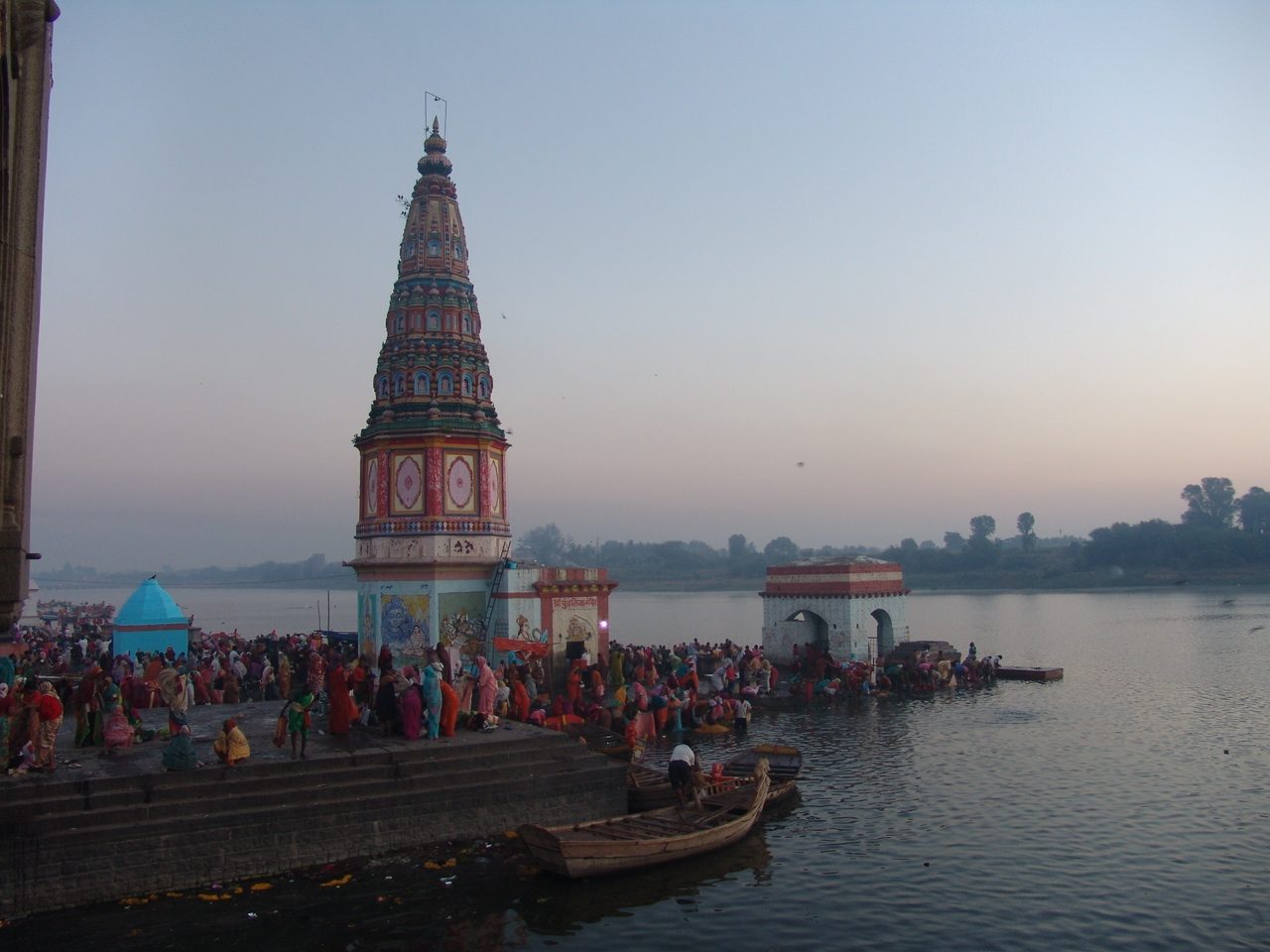
Pandharpur
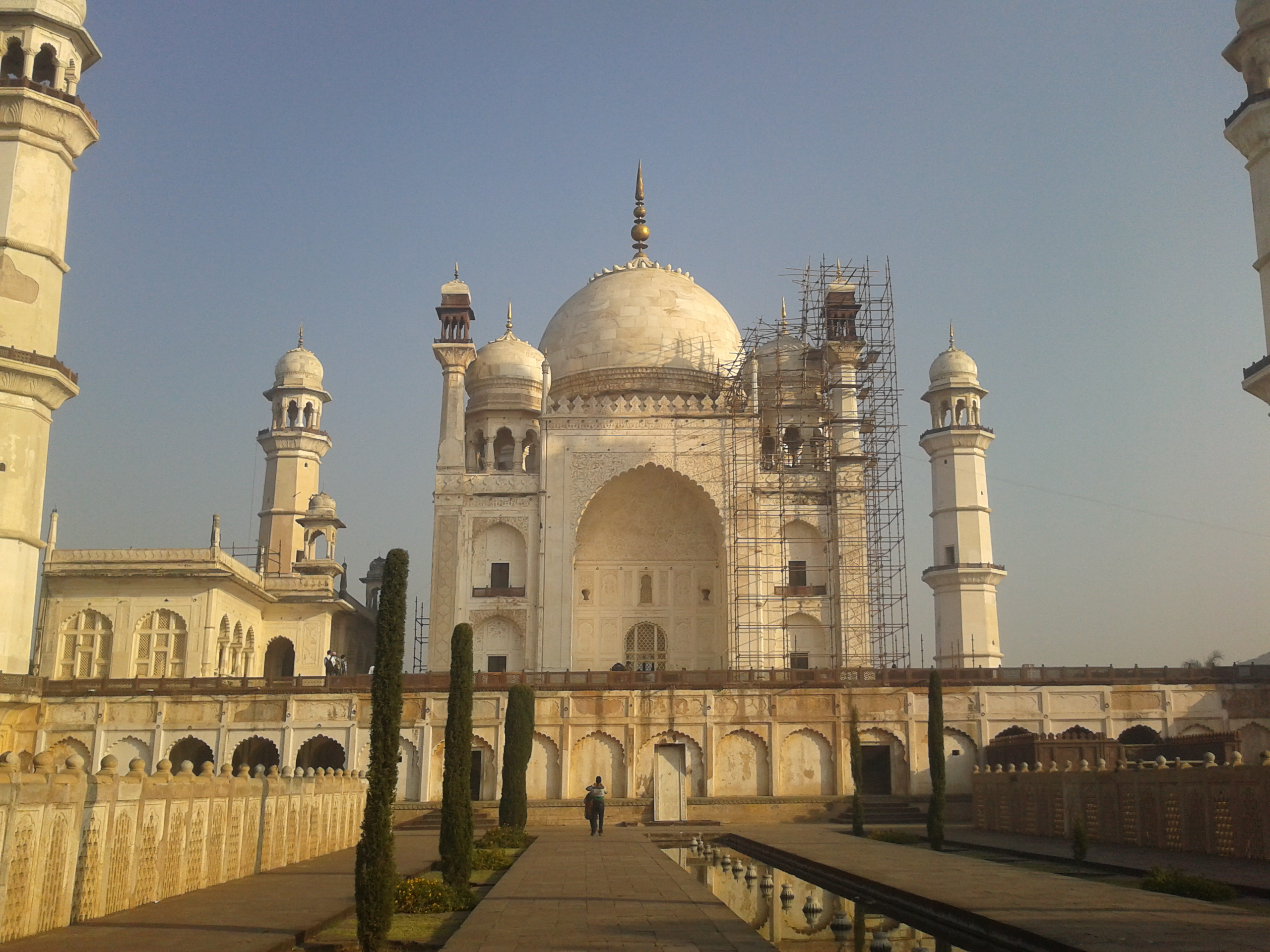
Aurangabad
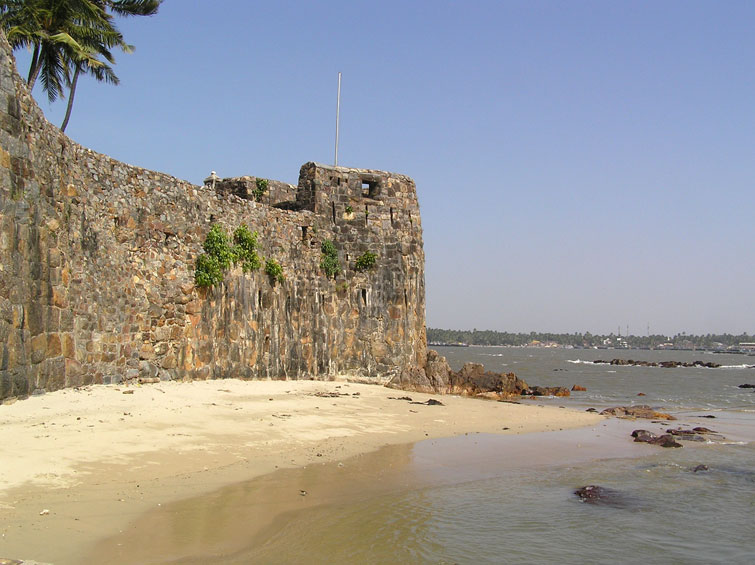
Sindhudurg
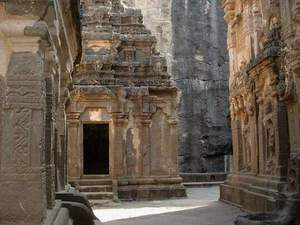
Ellora,
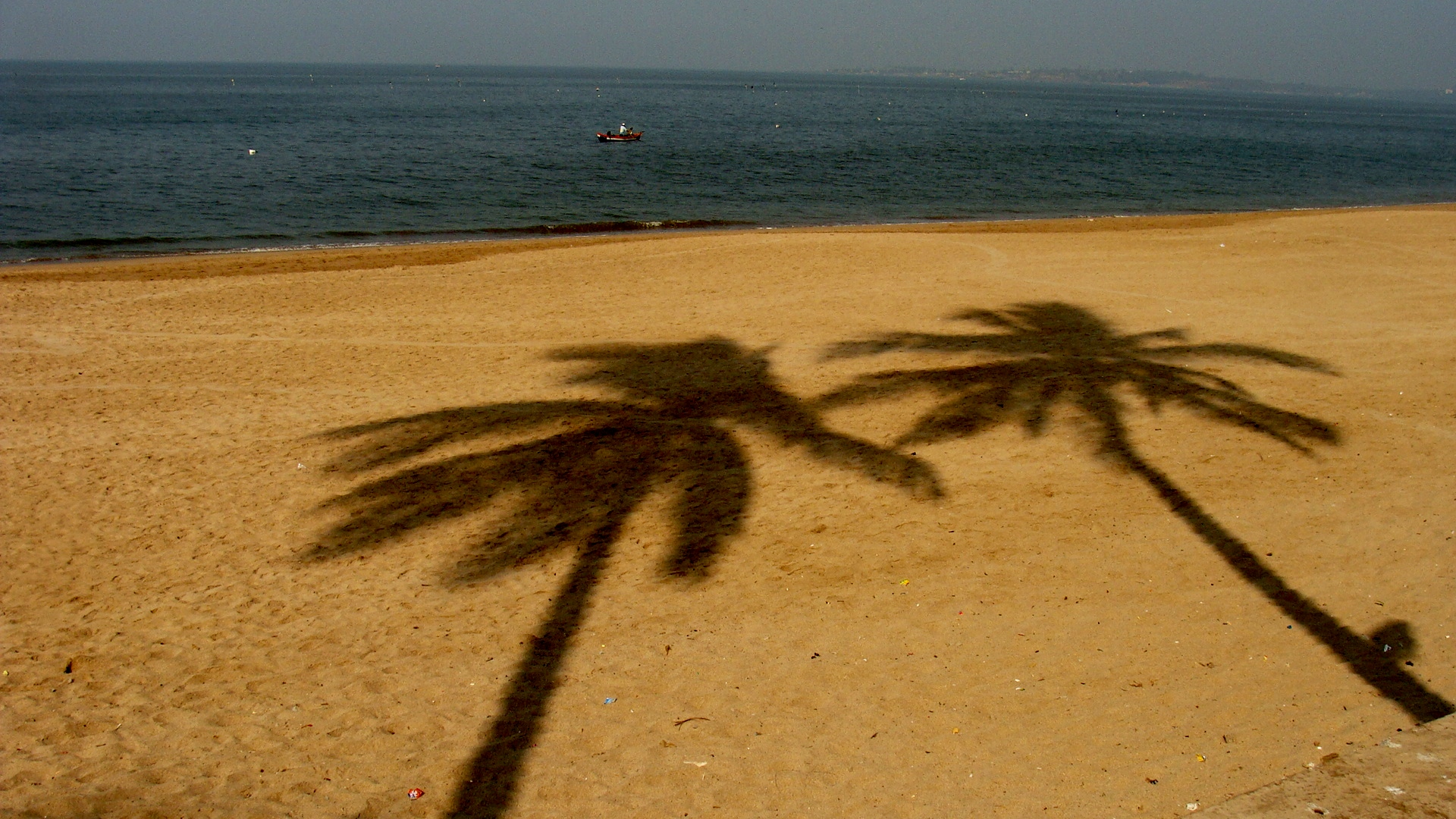
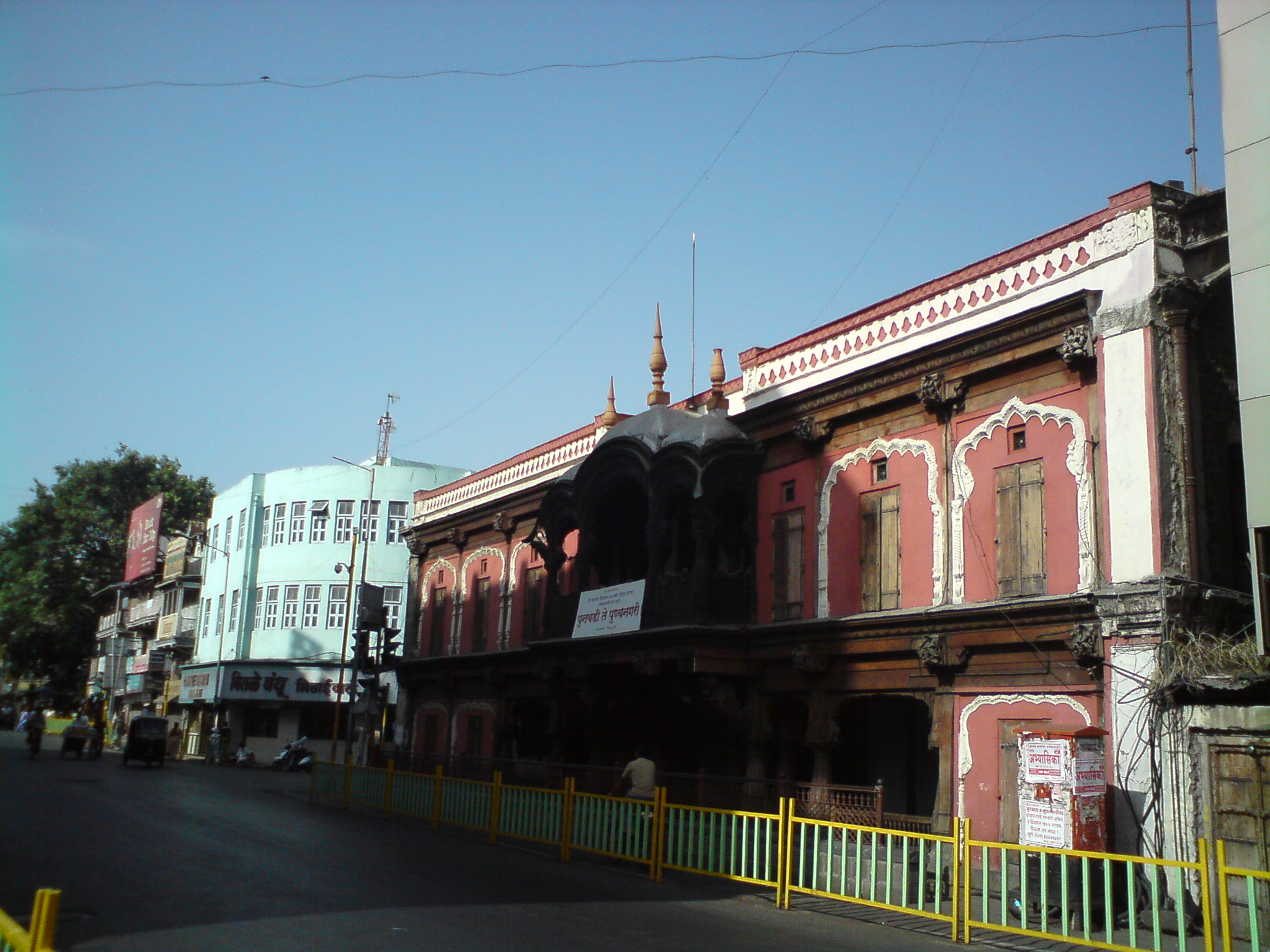
Vishrambaug Wada, Pune,

## Fordítás
- Ez a szócikk részben vagy egészben  a   Maharashtra című német Wikipédia-szócikk fordításán alapul.  Az eredeti cikk szerkesztőit annak laptörténete sorolja fel. Ez a jelzés csupán a megfogalmazás eredetét és a szerzői jogokat jelzi, nem szolgál a cikkben szereplő információk forrásmegjelöléseként.